# Cyathula achyranthoides
Cyathula achyranthoides är en amarantväxtart som först beskrevs av Carl Sigismund Kunth, och fick sitt nu gällande namn av Horace Bénédict Alfred Moquin-Tandon. Cyathula achyranthoides ingår i släktet Cyathula, och familjen amarantväxter. Inga underarter finns listade i Catalogue of Life.

## Bildgalleri

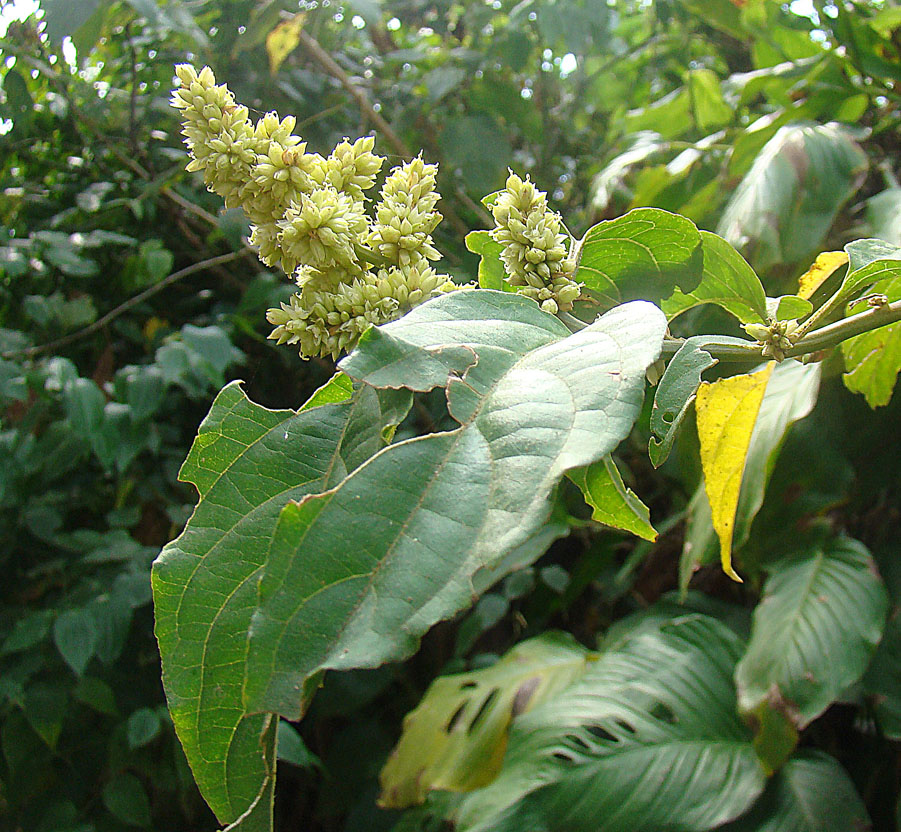